# آب‌مار رنگین‌کمان
آب‌مار رنگین‌کمان (نام علمی: Enhydris enhydris) نام یک گونه از سرده آب‌مارهای سموری است.